# Paratión
El Folidol (nombre químico: tiofosfato de.it.O, O.it.-dietilo y.it.O.it.-4-nitrofenilo) es un plaguicida e insecticida organofosforado prohibido en todas sus formulaciones y usos por ser dañino para la salud humana;  animal y el ambiente.
Es un potentísimo insecticida y acaricida extremadamente tóxico, con pobre poder residual. Fue originalmente desarrollado por IG Farben en los 1940. Es altísimamente tóxico para todos los organismos de vida, incluyendo humanos. En algunos países solo está restringido su uso, y hay propuestas para prohibirlo en todos sus usos; está estrechamente relacionado con el "metil paratión".

## Resumen de la medida de prohibición
El paratión fue excluido de la lista de sustancias activas autorizadas para el uso en productos de protección de plantas en 1970 bajo la Ley para protección de plantas contra plagas y pestes[cita requerida]. 
Prohibida la producción, uso y comercialización de todos los productos de protección de plantas que contengan Paratión de acuerdo a la lista anual adoptada de ingredientes activos prohibidos para el uso en productos de protección de plantas, bajo el Acta de Protección de Plantas[cita requerida] desde 2003. 
El paratión está designado como un producto químico CFP.
Está permitida la importación y uso del producto químico[¿dónde?] para la investigación o propósitos de laboratorio en cantidades menores de 10 kg.

## Peligros y riesgos conocidos respecto a la salud humana
- Vías de exposición: la sustancia puede ser absorbida en el cuerpo por inhalación de sus aerosoles, a través de la piel, por ingestión y a través de los ojos.

- Riesgo de inhalación: la evaporación a 20 °C es insignificante; una concentración peligrosa de partículas suspendidas en el aire puede, sin embargo, alcanzarse rápidamente al rociar.

- Efectos de exposición a corto plazo: sustancia irritante para los ojos, la piel y el tramo respiratorio. Puede causar efectos al sistema nervioso, resultando en convulsiones, fallos respiratorios y debilidad muscular. Inhibición de la colinesterasa. La exposición puede resultar en el deceso. Los efectos pueden estar retardados. Se aconseja observación médica.

- Efectos de exposición a largo plazo o repetida: inhibidor de la colinesterasa; es posible un efecto acumulativo: ver síntomas/peligros agudos.

## Peligros y riesgos conocidos respecto al ambiente

### Efectos en aves
El paratión es extremadamente tóxico para las aves tales como ánade real, pichones, codorniz, gorriones y urogallo. Es menos tóxico para los faisanes. El LD50 del paratión para la codorniz Colinas virginianus es 6 mg/kg, 3 mg/kg para pichones y 2,1 mg/kg para patos.

### Efectos en organismos acuáticos
El paratión es moderadamente tóxico para los peces e invertebrados acuáticos (como cangrejos, caracoles y gusanos). El LC50 a 96-horas del paratión en peces en general es 1,43 mg/L. El LC50 a 96-horas para truchas es 1,6 mg/L; 1,8 mg/L para pez rojo; 2,7 mg/L para el pez gato; 0,3 mg/L para la Gambusia affinis, y 0,02 mg/L para Lepomis macrochirus.

### Efectos para otros animales (especies a las que no va dirigido)
El LD50 a 24 h del paratión para las abejas es de 0,07 a 0,10 µg/abeja cuando se aplica tópicamente. El LD50 del paratión para el ciervo macho es de 22-44 mg/kg. Puede suceder que el paratión se acumule en la grasa, sin embargo, al desacumularse, es rápidamente descompuesto y eliminado. La bioconcentración del paratión es de baja a moderada. No hay evidencia de bioacumulación del paratión en el ganado, ovejas o conejos. 

### Descomposición del producto químico en terreno y aguas subterráneas
El paratión tiene potencial bajo o nulo para contaminar las aguas del subsuelo. Se mezcla fuertemente a las partículas del terreno y se degrada por procesos biológicos y químicos en varias semanas. La degradación es más rápida en terrenos inundados. Los residuos del paratión pueden persistir por muchos años, pero normalmente quedan en los últimos 15 cm superficiales del terreno. Puede darse fotodegradación en la superficie del terreno. La luz del sol puede convertir el paratión en el metabolito activo paraoxón, que es mucho más tóxico que el paratión. La descomposición del paratión en el terreno o en las aguas aumenta con incremento del pH (más alcalino). Los microorganismos del terreno, la luz solar, las plantas y el agua descomponen el paratión.

### Descomposición del producto químico en agua
En agua, el paratión desaparecerá normalmente en una semana, principalmente por la absorción a las partículas en suspensión y a los sedimentos del fondo. El paratión absorbido está sujeto a degradación por los microorganismos e hidrólisis química. La vida media para la foto degradación del paratión en el agua es de 1 a 10 días. Incrementando el pH (alcalinidad), se incrementa el grado de descomposición.

### Descomposición del químico en la vegetación
Después de aplicaciones en spray, los residuos de paratión en las hojas decaerán con vida media de 1 día, alcanzando niveles bajos en una semana o dos. En cultivos de naranjas, la vida media del paratión es de un mes. Normalmente, es de una-dos semanas. La mayoría de los cultivos tolera el paratión muy bien. Solamente sufren un alto grado de aplicación de paratión las manzanas, los pepinos y los tomates.